# بریج (موسیقی)
در موسیقی، به‌ویژه در موسیقی عامه‌پسند غربی، بریج یا پل (انگلیسی: bridge) بخشی متضاد و متفاوت در ساختار قطعه است که برای آماده‌سازی بازگشت به بخش اصلی موسیقی به‌کار می‌رود. این بخش حس پیشرفت و تحول را در قطعه ایجاد می‌کند و اغلب برای افزایش تنش موسیقایی نیز استفاده می‌شود. در ساختاری که بخش اصلی یا ملودی اولیه به‌عنوان بخش A شناخته می‌شود، بریج معمولاً به‌عنوان فراز سوم هشت‌میزانی در یک فرم ۳۲-میزانی (یعنی بخش B در فرم AABA) ظاهر می‌شود. همچنین، بریج می‌تواند به‌شکل انعطاف‌پذیرتری در ساختار بند–کُر (verse–chorus) به‌کار رود یا در فرم‌های ترکیبی مانند AABA مرکب، به‌عنوان تضاد با کل بخش AABA ایفای نقش کند.
بریج اغلب برای ایجاد تضاد با بیت (verse) و کُر (chorus) و آماده‌سازی بازگشت آن‌ها استفاده می‌شود. در بسیاری از ترانه‌های پاپ، از بریج با عنوان بخش B در ساختار کورس یاد می‌شود که ممکن است به آن release (رهاسازی) یا حتی boredom-breaker (شکنندهٔ یکنواختی/کسالت) نیز گفته شود.